# Anund Jacob di Svezia
Anund Jacob, detto Kolbränna (in norreno lett. "Bruciatore") (25 luglio 1008 – 1050), è stato re di Svezia dal 1022 fino al 1050.
Figlio del re Olof il Tesoriere e Estrid degli Obotriti, in quanto secondo re cristiano svedese durante il suo regno lungo e in parte turbolento vide la diffusione capillare del Cristianesimo e numerosi tentativi di influenzare l'equilibrio di potere in Scandinavia. Tentò di sovvertire la crescente egemonia danese sostenendo la monarchia norvegese. Sostenne anche il regno di Jaroslav il Saggio nella Rus' di Kiev, suo cognato. Il suo regno, uno dei più lunghi della Svezia durante l'epoca vichinga e il Medioevo, è generalmente considerato in chiave positiva dalle fonti nordiche e tedesche.

## Biografia
Probabilmente il suo nome era Jakob, fino a quando non venne eletto re di Svezia, quando l'assembla del regno (lo Thing) obiettò il fatto che egli non aveva un nome scandinavo. Così mutò il suo nome in Anund, dato che il suo nome era di difficile pronuncia. L'epiteto Kolbränna lett. "Bruciatore", potrebbe essere un riferimento alla sua abitudine, diffusa a quel tempo, di bruciare le case dei suoi oppositori.. Il suo nome appare in un'antica lista di monarchi, in un testo provinciale di diritto "Västgötalagen".
Anund Jacob ebbe come obiettivo politico di mantenere il potere in Scandinavia.
Infatti egli diede sostegno ai re norvegesi Olav II e Magnus I contro il re danese Canuto il Grande, durante gli anni 20 e 30 del secolo XI. Anund e Olav furono sconfitti da Canuto nella battaglia dell'Helgeå.

Questa zona, che comprende l'attuale capitale svedese Stoccolma, era un importante centro strategico e Canuto fece coniare una sua moneta in una delle principali città della zona, Sigtuna.

## Ascendenza
|                       |   |                        | Genitori             |  |  | Nonni |  |  | Bisnonni            |  |  | Trisnonni      |  |
|                       |   |                        |                      |  |  |       |  |  | Björn III di Svezia |  |  | Erik Anundsson |  |
|                       |   |                        |                      |  |  |       |  |  | Björn III di Svezia |  |  | Erik Anundsson |  |
|                       |   | …                      |                      |  |  |       |  |  | Björn III di Svezia |  |  |                |  |
| Eric il Vittorioso    |   |                        |                      |  |  |       |  |  | Björn III di Svezia |  |  |                |  |
|                       |   | …                      | …                    |  |  |       |  |  |                     |  |  |                |  |
|                       |   | …                      | …                    |  |  |       |  |  |                     |  |  |                |  |
|                       |   | …                      | …                    |  |  |       |  |  |                     |  |  |                |  |
| Olof III di Svezia    |   | …                      |                      |  |  |       |  |  |                     |  |  |                |  |
|                       |   | Miecislao I di Polonia | Siemomysł            |  |  |       |  |  |                     |  |  |                |  |
|                       |   | Miecislao I di Polonia | Siemomysł            |  |  |       |  |  |                     |  |  |                |  |
|                       |   | Miecislao I di Polonia | …                    |  |  |       |  |  |                     |  |  |                |  |
| Sigrid la Superba     |   | Miecislao I di Polonia |                      |  |  |       |  |  |                     |  |  |                |  |
|                       |   | Dubrawka               | Boleslao I di Boemia |  |  |       |  |  |                     |  |  |                |  |
|                       |   | Dubrawka               | Boleslao I di Boemia |  |  |       |  |  |                     |  |  |                |  |
|                       |   | Dubrawka               | Biagota              |  |  |       |  |  |                     |  |  |                |  |
| Anund Jacob di Svezia |   | Dubrawka               |                      |  |  |       |  |  |                     |  |  |                |  |
|                       | … | …                      |                      |  |  |       |  |  |                     |  |  |                |  |
|                       | … | …                      |                      |  |  |       |  |  |                     |  |  |                |  |
|                       | … | …                      |                      |  |  |       |  |  |                     |  |  |                |  |
| …                     | … |                        |                      |  |  |       |  |  |                     |  |  |                |  |
|                       |   | …                      | …                    |  |  |       |  |  |                     |  |  |                |  |
|                       |   | …                      | …                    |  |  |       |  |  |                     |  |  |                |  |
|                       |   | …                      | …                    |  |  |       |  |  |                     |  |  |                |  |
| Estrid degli Obotriti |   | …                      |                      |  |  |       |  |  |                     |  |  |                |  |
|                       |   | …                      | …                    |  |  |       |  |  |                     |  |  |                |  |
|                       |   | …                      | …                    |  |  |       |  |  |                     |  |  |                |  |
|                       |   | …                      | …                    |  |  |       |  |  |                     |  |  |                |  |
| …                     |   | …                      |                      |  |  |       |  |  |                     |  |  |                |  |
|                       |   | …                      | …                    |  |  |       |  |  |                     |  |  |                |  |
|                       |   | …                      | …                    |  |  |       |  |  |                     |  |  |                |  |
|                       |   | …                      | …                    |  |  |       |  |  |                     |  |  |                |  |
|                       |   | …                      |                      |  |  |       |  |  |                     |  |  |                |  |